# Søren Lerby
Søren Lerby (Copenaghen, 1º febbraio 1958) è un procuratore sportivo, allenatore di calcio ed ex calciatore danese, di ruolo centrocampista.

## Biografia
È stato (dal 1983 al 1995) il terzo marito della cantante e attrice olandese Willeke Alberti.

## Carriera

### Giocatore

#### Club
Dopo aver iniziato a giocare in diverse squadre giovanili di Copenaghen, si trasferì all'estero nel 1975 insieme a Frank Arnesen, suo compagno di squadra, per cominciare la carriera professionistica all'Ajax. Con i lancieri fece il suo debutto l'11 aprile 1976 contro i Go Ahead Eagles e in otto anni in prima squadra conquistò cinque Eredivisie.
Nel 1983 fu acquistato dai tedeschi del Bayern Monaco in cerca di un centrocampista sinistro capace di sostituire Paul Breitner, appena ritiratosi. Il giocatore rimase in Germania Ovest per tre stagioni vincendo due Bundesliga. Tra il 1986 e il 1987 militò in Francia con il Monaco. Sempre nel 1987, fu ceduto agli olandesi del PSV, dove raggiunse l'ex compagno di squadra Arnesen, e vinse, insieme agli altri connazionali Jan Heintze e Ivan Nielsen, la Coppa dei Campioni battendo in finale il Benfica. Nel 1990 si ritirò dal calcio giocato.

#### Nazionale
Con la Danimarca debuttò nel maggio 1978 in una partita contro l'Irlanda. Partecipò al campionato d'Europa 1984 giocando tutte le quattro partite disputate e segnando un gol in semifinale contro la Spagna persa ai tiri di rigore. Fu convocato anche per il campionato del mondo 1986, dove mise a segno una rete nella vittoria per 6-1 contro l'Uruguay, e per il campionato d'Europa 1988.

### Allenatore
Dal 9 ottobre 1991 all'11 marzo 1992 Lerby allenò il Bayern Monaco, dove subentrò a Jupp Heynckes.

### Procuratore
A fine stagione ottenne il patentino di procuratore sportivo, e attualmente è agente, attraverso la Essel sports management, di Wesley e Rodney Sneijder ma anche di Toby Alderweireld, Derk Boerrigter, Davy Klaassen, Otman Bakkal, Tim Krul, Danijel Pranjić e molti altri.

## Riconoscimenti
Nel 2013 è stato ammesso nella Hall of fame del calcio danese.

## Statistiche

### Cronologia presenze e reti in nazionale
| Cronologia completa delle presenze e delle reti in nazionale ― Danimarca | Cronologia completa delle presenze e delle reti in nazionale ― Danimarca | Cronologia completa delle presenze e delle reti in nazionale ― Danimarca | Cronologia completa delle presenze e delle reti in nazionale ― Danimarca | Cronologia completa delle presenze e delle reti in nazionale ― Danimarca | Cronologia completa delle presenze e delle reti in nazionale ― Danimarca | Cronologia completa delle presenze e delle reti in nazionale ― Danimarca | Cronologia completa delle presenze e delle reti in nazionale ― Danimarca |
| Data                                                                     | Città                                                                    | In casa                                                                  | Risultato                                                                | Ospiti                                                                   | Competizione                                                             | Reti                                                                     | Note                                                                     |
| ------------------------------------------------------------------------ | ------------------------------------------------------------------------ | ------------------------------------------------------------------------ | ------------------------------------------------------------------------ | ------------------------------------------------------------------------ | ------------------------------------------------------------------------ | ------------------------------------------------------------------------ | ------------------------------------------------------------------------ |
| 24-5-1978                                                                | Copenaghen                                                               | Danimarca                                                                | 3 – 3                                                                    | Irlanda                                                                  | Qual. Euro 1980                                                          | 1                                                                        |                                                                          |
| 31-5-1978                                                                | Oslo                                                                     | Norvegia                                                                 | 1 – 2                                                                    | Danimarca                                                                | Campionato nordico di calcio                                             | -                                                                        |                                                                          |
| 28-6-1978                                                                | Reykjavík                                                                | Islanda                                                                  | 0 – 0                                                                    | Danimarca                                                                | Amichevole                                                               | -                                                                        |                                                                          |
| 16-8-1978                                                                | Copenaghen                                                               | Danimarca                                                                | 2 – 1                                                                    | Svezia                                                                   | Campionato nordico di calcio                                             | -                                                                        |                                                                          |
| 20-9-1978                                                                | Copenaghen                                                               | Danimarca                                                                | 3 – 4                                                                    | Inghilterra                                                              | Qual. Euro 1980                                                          | -                                                                        |                                                                          |
| 11-10-1978                                                               | Copenaghen                                                               | Danimarca                                                                | 2 – 2                                                                    | Bulgaria                                                                 | Qual. Euro 1980                                                          | 1                                                                        |                                                                          |
| 2-5-1979                                                                 | Dublino                                                                  | Irlanda                                                                  | 2 – 0                                                                    | Danimarca                                                                | Qual. Euro 1980                                                          | -                                                                        | Ammonizione                                                              |
| 9-5-1979                                                                 | Copenaghen                                                               | Danimarca                                                                | 2 – 2                                                                    | Svezia                                                                   | Amichevole                                                               | 1                                                                        |                                                                          |
| 6-6-1979                                                                 | Copenaghen                                                               | Danimarca                                                                | 4 – 0                                                                    | Irlanda del Nord                                                         | Qual. Euro 1980                                                          | -                                                                        |                                                                          |
| 12-9-1979                                                                | Londra                                                                   | Inghilterra                                                              | 1 – 0                                                                    | Danimarca                                                                | Qual. Euro 1980                                                          | -                                                                        |                                                                          |
| 26-9-1979                                                                | Copenaghen                                                               | Danimarca                                                                | 1 – 0                                                                    | Finlandia                                                                | Campionato nordico di calcio                                             | -                                                                        | 46’                                                                      |
| 31-10-1979                                                               | Sofia                                                                    | Bulgaria                                                                 | 3 – 0                                                                    | Danimarca                                                                | Qual. Euro 1980                                                          | -                                                                        | Ammonizione                                                              |
| 4-6-1980                                                                 | Copenaghen                                                               | Danimarca                                                                | 3 – 1                                                                    | Norvegia                                                                 | Campionato nordico di calcio                                             | -                                                                        |                                                                          |
| 27-9-1980                                                                | Lubiana                                                                  | Jugoslavia                                                               | 2 – 1                                                                    | Danimarca                                                                | Qual. Mondiali 1982                                                      | -                                                                        | 71’                                                                      |
| 15-10-1980                                                               | Copenaghen                                                               | Danimarca                                                                | 0 – 1                                                                    | Grecia                                                                   | Qual. Mondiali 1982                                                      | -                                                                        |                                                                          |
| 1-11-1980                                                                | Roma                                                                     | Italia                                                                   | 2 – 0                                                                    | Danimarca                                                                | Qual. Mondiali 1982                                                      | -                                                                        |                                                                          |
| 19-11-1980                                                               | Copenaghen                                                               | Danimarca                                                                | 4 – 0                                                                    | Lussemburgo                                                              | Qual. Mondiali 1982                                                      | -                                                                        |                                                                          |
| 1-5-1981                                                                 | Lussemburgo                                                              | Lussemburgo                                                              | 1 – 2                                                                    | Danimarca                                                                | Qual. Mondiali 1982                                                      | -                                                                        |                                                                          |
| 3-6-1981                                                                 | Copenaghen                                                               | Danimarca                                                                | 3 – 1                                                                    | Italia                                                                   | Qual. Mondiali 1982                                                      | -                                                                        |                                                                          |
| 9-9-1981                                                                 | Copenaghen                                                               | Danimarca                                                                | 1 – 2                                                                    | Jugoslavia                                                               | Qual. Mondiali 1982                                                      | -                                                                        |                                                                          |
| 23-9-1981                                                                | Brøndby                                                                  | Danimarca                                                                | 2 – 1                                                                    | Norvegia                                                                 | Campionato nordico di calcio                                             | -                                                                        |                                                                          |
| 14-10-1981                                                               | Salonicco                                                                | Grecia                                                                   | 2 – 3                                                                    | Danimarca                                                                | Qual. Mondiali 1982                                                      | 1                                                                        |                                                                          |
| 5-5-1982                                                                 | Copenaghen                                                               | Danimarca                                                                | 1 – 1                                                                    | Svezia                                                                   | Campionato nordico di calcio                                             | -                                                                        |                                                                          |
| 27-5-1982                                                                | Copenaghen                                                               | Danimarca                                                                | 1 – 0                                                                    | Belgio                                                                   | Amichevole                                                               | -                                                                        | 46’                                                                      |
| 11-8-1982                                                                | Copenaghen                                                               | Danimarca                                                                | 3 – 2                                                                    | Finlandia                                                                | Amichevole                                                               | 1                                                                        |                                                                          |
| 22-9-1982                                                                | Birmingham                                                               | Inghilterra                                                              | 2 – 2                                                                    | Danimarca                                                                | Amichevole                                                               | -                                                                        | 49’                                                                      |
| 27-10-1982                                                               | Copenaghen                                                               | Danimarca                                                                | 1 – 3                                                                    | Cecoslovacchia                                                           | Amichevole                                                               | -                                                                        |                                                                          |
| 10-11-1982                                                               | Lussemburgo                                                              | Lussemburgo                                                              | 1 – 2                                                                    | Danimarca                                                                | Qual. Euro 1984                                                          | 1                                                                        | 68’                                                                      |
| 1-6-1983                                                                 | Copenaghen                                                               | Danimarca                                                                | 3 – 1                                                                    | Ungheria                                                                 | Qual. Euro 1984                                                          | -                                                                        |                                                                          |
| 7-9-1983                                                                 | Copenaghen                                                               | Danimarca                                                                | 3 – 1                                                                    | Francia                                                                  | Amichevole                                                               | -                                                                        | 87’                                                                      |
| 21-9-1983                                                                | Londra                                                                   | Inghilterra                                                              | 0 – 1                                                                    | Danimarca                                                                | Qual. Euro 1984                                                          | -                                                                        | 87’                                                                      |
| 26-10-1983                                                               | Budapest                                                                 | Ungheria                                                                 | 1 – 0                                                                    | Danimarca                                                                | Qual. Euro 1984                                                          | -                                                                        |                                                                          |
| 16-11-1983                                                               | Atene                                                                    | Grecia                                                                   | 0 – 2                                                                    | Danimarca                                                                | Qual. Euro 1984                                                          | -                                                                        |                                                                          |
| 11-4-1984                                                                | Valencia                                                                 | Spagna                                                                   | 2 – 1                                                                    | Danimarca                                                                | Amichevole                                                               | -                                                                        |                                                                          |
| 16-5-1984                                                                | Praga                                                                    | Cecoslovacchia                                                           | 1 – 0                                                                    | Danimarca                                                                | Amichevole                                                               | -                                                                        | 46’                                                                      |
| 6-6-1984                                                                 | Stettino                                                                 | Svezia                                                                   | 0 – 1                                                                    | Danimarca                                                                | Amichevole                                                               | -                                                                        |                                                                          |
| 8-6-1984                                                                 | Copenaghen                                                               | Danimarca                                                                | 1 – 1                                                                    | Bulgaria                                                                 | Amichevole                                                               | -                                                                        | 84’                                                                      |
| 12-6-1984                                                                | Parigi                                                                   | Francia                                                                  | 1 – 0                                                                    | Danimarca                                                                | Euro 1984 - 1º turno                                                     | -                                                                        |                                                                          |
| 16-6-1984                                                                | Lione                                                                    | Danimarca                                                                | 5 – 0                                                                    | Jugoslavia                                                               | Euro 1984 - 1º turno                                                     | -                                                                        |                                                                          |
| 19-6-1984                                                                | Strasburgo                                                               | Danimarca                                                                | 3 – 2                                                                    | Belgio                                                                   | Euro 1984 - 1º turno                                                     | -                                                                        |                                                                          |
| 24-6-1984                                                                | Montpellier                                                              | Spagna                                                                   | 1 – 1 dts (5 – 4 dtr)                                                    | Danimarca                                                                | Euro 1984 - Semifinale                                                   | 1                                                                        |                                                                          |
| 14-11-1984                                                               | Copenaghen                                                               | Danimarca                                                                | 3 – 0                                                                    | Irlanda                                                                  | Qual. Mondiali 1986                                                      | 1                                                                        |                                                                          |
| 8-5-1985                                                                 | Copenaghen                                                               | Danimarca                                                                | 4 – 1                                                                    | Germania Est                                                             | Amichevole                                                               | -                                                                        |                                                                          |
| 5-6-1985                                                                 | Copenaghen                                                               | Danimarca                                                                | 4 – 2                                                                    | Unione Sovietica                                                         | Qual. Mondiali 1986                                                      | -                                                                        |                                                                          |
| 25-9-1985                                                                | San Pietroburgo                                                          | Unione Sovietica                                                         | 1 – 0                                                                    | Danimarca                                                                | Qual. Mondiali 1986                                                      | -                                                                        |                                                                          |
| 9-10-1985                                                                | Copenaghen                                                               | Danimarca                                                                | 0 – 0                                                                    | Svizzera                                                                 | Qual. Mondiali 1986                                                      | -                                                                        |                                                                          |
| 16-10-1985                                                               | Oslo                                                                     | Norvegia                                                                 | 1 – 5                                                                    | Danimarca                                                                | Qual. Mondiali 1986                                                      | 1                                                                        |                                                                          |
| 13-11-1985                                                               | Dublino                                                                  | Irlanda                                                                  | 1 – 4                                                                    | Danimarca                                                                | Qual. Mondiali 1986                                                      | -                                                                        | 59’                                                                      |
| 9-4-1986                                                                 | Sofia                                                                    | Bulgaria                                                                 | 3 – 0                                                                    | Danimarca                                                                | Amichevole                                                               | -                                                                        | cap.                                                                     |
| 13-5-1986                                                                | Oslo                                                                     | Norvegia                                                                 | 1 – 0                                                                    | Danimarca                                                                | Amichevole                                                               | -                                                                        |                                                                          |
| 16-5-1986                                                                | Copenaghen                                                               | Danimarca                                                                | 1 – 0                                                                    | Polonia                                                                  | Amichevole                                                               | -                                                                        | Ammonizione                                                              |
| 4-6-1986                                                                 | Nezahualcóyotl                                                           | Danimarca                                                                | 1 – 0                                                                    | Scozia                                                                   | Mondiali 1986 - 1º turno                                                 | -                                                                        |                                                                          |
| 8-6-1986                                                                 | Nezahualcóyotl                                                           | Danimarca                                                                | 6 – 1                                                                    | Uruguay                                                                  | Mondiali 1986 - 1º turno                                                 | 1                                                                        |                                                                          |
| 13-6-1986                                                                | Santiago de Querétaro                                                    | Germania Ovest                                                           | 0 – 2                                                                    | Danimarca                                                                | Mondiali 1986 - 1º turno                                                 | -                                                                        |                                                                          |
| 18-6-1986                                                                | Santiago de Querétaro                                                    | Danimarca                                                                | 1 – 5                                                                    | Spagna                                                                   | Mondiali 1986 - Ottavi di finale                                         | -                                                                        |                                                                          |
| 10-9-1986                                                                | Lipsia                                                                   | Germania Est                                                             | 0 – 1                                                                    | Danimarca                                                                | Amichevole                                                               | -                                                                        |                                                                          |
| 29-10-1986                                                               | Copenaghen                                                               | Danimarca                                                                | 1 – 0                                                                    | Finlandia                                                                | Qual. Euro 1988                                                          | -                                                                        |                                                                          |
| 12-11-1986                                                               | Bratislava                                                               | Cecoslovacchia                                                           | 0 – 0                                                                    | Danimarca                                                                | Qual. Euro 1988                                                          | -                                                                        | Ammonizione                                                              |
| 29-4-1987                                                                | Helsinki                                                                 | Finlandia                                                                | 0 – 1                                                                    | Danimarca                                                                | Qual. Euro 1988                                                          | -                                                                        | 42’                                                                      |
| 3-6-1987                                                                 | Copenaghen                                                               | Danimarca                                                                | 1 – 1                                                                    | Cecoslovacchia                                                           | Qual. Euro 1988                                                          | -                                                                        |                                                                          |
| 9-9-1987                                                                 | Cardiff                                                                  | Galles                                                                   | 1 – 0                                                                    | Danimarca                                                                | Qual. Euro 1988                                                          | -                                                                        |                                                                          |
| 23-9-1987                                                                | Amburgo                                                                  | Germania Ovest                                                           | 1 – 0                                                                    | Danimarca                                                                | Amichevole                                                               | -                                                                        | 80’                                                                      |
| 14-10-1987                                                               | Copenaghen                                                               | Danimarca                                                                | 1 – 0                                                                    | Galles                                                                   | Qual. Euro 1988                                                          | -                                                                        |                                                                          |
| 1-6-1988                                                                 | Aarhus                                                                   | Danimarca                                                                | 0 – 1                                                                    | Cecoslovacchia                                                           | Amichevole                                                               | -                                                                        | 26’                                                                      |
| 11-6-1988                                                                | Hannover                                                                 | Spagna                                                                   | 3 – 2                                                                    | Danimarca                                                                | Euro 1988 - 1º turno                                                     | -                                                                        |                                                                          |
| 14-6-1988                                                                | Gelsenkirchen                                                            | Germania Ovest                                                           | 2 – 0                                                                    | Danimarca                                                                | Euro 1988 - 1º turno                                                     | -                                                                        |                                                                          |
| 15-11-1989                                                               | Bucarest                                                                 | Romania                                                                  | 3 – 1                                                                    | Danimarca                                                                | Qual. Mondiali 1990                                                      | -                                                                        | 13’                                                                      |
| Totale                                                                   |                                                                          | Presenze                                                                 | 67                                                                       |                                                                          | Reti                                                                     | 10                                                                       |                                                                          |

## Palmarès

### Club
Competizioni Nazionali
- Campionato olandese: 7

Ajax: 1976-1977, 1978-1979, 1979-1980, 1981-1982, 1982-1983
PSV: 1987-1988, 1988-1989
- Campionato tedesco: 2

Bayern Monaco: 1984-1985, 1985-1986
- Coppa di Germania: 2

Bayern Monaco: 1983-1984, 1985-1986
Competizioni Internazionali
- Coppa dei Campioni: 1

PSV: 1987-1988

### Individuale
- Capocannoniere della Coppa dei Campioni: 1

1979-1980 (10 gol)